# Státní znak Vietnamu
Státní znak Vietnamu tvoří zlatá pěticípá hvězda ze státní vlajky na červeném kruhovém podkladu ohraničeném věncem rýžových klasů s ozubeným kolem ve spodní části. Klasy jsou převázány rudou stuhou s nápisem CỘNG HOÀ XÃ HỘI CHỦ NGHĨA VIỆT NAM (česky Socialistická republika Vietnam).

## Historie
Znak byl přijat Severním Vietnamem 30. listopadu 1955 a po sjednocení se stal 2. července 1976 státním znakem celého Vietnamu.

Státní znak Jižního Vietnamu (1954–1955)